# Friedrich Hossbach
Friedrich Hossbach, nemški general, * 21. november 1894, † 10. september 1980.